# Климов Олександр Андрійович
Климов Олександр Андрійович (5 липня 1975, Хмельницький — ?, Архангельське) — український військовослужбовець, старший лейтенант, лицар ордену Богдана Хмельницького III ступеня (посмертно).

## Життєпис
Народився 5 липня 1975 в місті Хмельницький. Восени 1994 року вступив до Харківського військового університету, де в 1999 році здобув кваліфікацію бакалавра авіації та космонавтики, інженера авіації й офіцера військового управління тактичного рівня. З 2015 року брав участь у бойових діях у зоні проведення антитерористичної операції, в операції Об'єднаних сил та з початку повномасштабної війни — у найгарячіших точках країни. Піски, Донецький аеропорт, Станиця Луганська, Авдіївка, Бахмут, Маріуполь, а також бойові завдання в Донецькій, Луганській, Чернігівській, Запорізькій, Дніпропетровській та Херсонській областях

### Загибель
Загинув під час ракетного обстрілу поблизу селища Архангельське Херсонської області. Похований у Хмельницькому.